# Championnats d'Europe de biathlon 2016
Navigation
Édition précédente Édition suivante
Les championnats d'Europe de biathlon 2016, vingt-troisième édition des championnats d'Europe de biathlon, ont lieu du 22 au 28 février 2016 à Tioumen, en Russie.

## Résultats et podiums

### Hommes
| Épreuves            | Or                 | Argent             | Bronze         |
| ------------------- | ------------------ | ------------------ | -------------- |
| Sprint (10 km)      | Evgeniy Garanichev | Henrik L'Abée-Lund | Anton Babikov  |
| Poursuite (12,5 km) | Anton Babikov      | Evgeniy Garanichev | Florian Graf   |
| Mass Start (15 km)  | Florian Graf       | Jaroslav Soukup    | Vladimir Iliev |

### Femmes
| Épreuves             | Or                | Argent           | Bronze                     |
| -------------------- | ----------------- | ---------------- | -------------------------- |
| Sprint (7,5 km)      | Nadine Horchler   | Karolin Horchler | Annika Knoll               |
| Poursuite (10 km)    | Nadezhda Skardino | Karolin Horchler | Ingrid Landmark Tandrevold |
| Mass Start (12,5 km) | Luise Kummer      | Paulína Fialková | Ingrid Landmark Tandrevold |

### Mixte
| Épreuves                      | Or                                                                                 | Argent                                                                     | Bronze                                                                                    |
| ----------------------------- | ---------------------------------------------------------------------------------- | -------------------------------------------------------------------------- | ----------------------------------------------------------------------------------------- |
| Relais simple (6 km + 7,5 km) | Russie- Victoria Slivko - Anton Babikov                                            | Allemagne- Luise Kummer - Matthias Dorfer                                  | Norvège- Ingrid Landmark Tandrevold - Vetle Sjåstad Christiansen                          |
| Relais (2×6 km + 2×7,5 km)    | Russie- Anastasia Zagoruiko - Olga Iakushova - Matvey Eliseev - Evgeniy Garanichev | Slovaquie- Paulína Fialková - Jana Gereková - Matej Kazár - Martin Otčenáš | Norvège- Sigrid Bilstad Neraasen - Bente Landheim - Henrik L'Abée-Lund - Håvard Bogetveit |